# Captain Gallant of the Foreign Legion
Captain Gallant of the Foreign Legion (em português: Capitão Gallant da Legião Estrangeira) é uma série de televisão americana em preto e branco de meia hora sobre a Legião Estrangeira Francesa, estrelada por Buster Crabbe no papel titular. O filho de Crabbe na vida real, Cullen Crabbe, interpretou o mascote da Legião, com o companheiro cowboy Fuzzy Knight interpretando a si mesmo como alívio cômico da Legião.
A série estreou na NBC em 13 de fevereiro de 1955 e terminou sua primeira exibição com o 65º episódio exibido em 7 de dezembro de 1957. Foi exibido por muitos anos em distribuição na televisão americana sob o título Foreign Legionnaire ("legionário estrangeiro").

## Trama
O Capitão Gallant da Legião Estrangeira Francesa, no norte da África, tenta manter a paz e reprimir as tribos saqueadoras, enquanto cuida de Cuffy, um menino órfão de um amigo, e mascote da Legião.

## Elenco
- Capitão Michael Gallan: Buster Crabbe.
- Soldado Fuzzy Knight: Fuzzy Knight.
- Cuffy Sanders: Cullen Crabbe.
- Sargento Duval: Gilles Quéant.
- Coronel: Peter Trent.
- Sargento Rousseau: Giacomo Rossi Stuart.
- Coronel: Daniel Lecourtois.
- Coronel: Roger Tréville.
- Louis: Henry Beckman.
- Aru Mettler: Robert Christopher.
- Denner: Charles Fawcett.
- Émile de Brissac: Richard Watson.
- Eric Jarbeau: Philippe Nicaud.
- Hamish: Grégoire Aslan.

## Produção
A primeira temporada do programa de televisão foi filmada em locações no norte da África, com muitos legionários reais e suas instalações aparecendo no programa. A série foi produzida pela Carra Film e Frantel Productions e Telepictures of Morocco. Em razão de maior perigo para a equipe de filmagem, a série mudou-se para a Itália. O estúdio pertencia a Sophia Loren e ficava do lado de fora dos portões da base do Exército dos EUA, Camp Darby, perto de Pisa.
Um dos produtores do show foi Harry Saltzman, futuro produtor dos filmes do agente James Bond. O produtor executivo foi Gilbert A. Ralston. Os diretores foram Marcel Crevenne, Sam Newfield, Pierre Schwab e Jean Yarbrough. Os escritores foram Jack Andrews, Gene Levitt e William N. Robson. A música foi composta por Guy Luypaerts.
Três episódios foram unidos como um filme lançado no Reino Unido chamado Desert Outpost (1954), dirigido por Sam Newfield.

## Ligações
- Quatro edições de uma história em quadrinhos americana publicada pela Charlton Comics, com o objetivo de ser uma promoção da HJ Heinz Company.[10]
- Um conjunto de jogo da Louis Marx and Company contendo um forte de metal, palmeiras, tendas e acessórios e figuras de Buster e Cullen Crabbe, bem como legionários e figuras árabes.
- O Captain Gallant Adventure Game foi um jogo de tabuleiro de 1955.[11]